# Diocesi di Tiges
La diocesi di Tiges (in latino Dioecesis Thigensis) è una sede soppressa e sede titolare della Chiesa cattolica.

## Storia
Tiges, identificabile con Bordj-Gourbata nell'odierna Tunisia, è un'antica sede episcopale della provincia romana di Bizacena.
Sono solo due i vescovi documentati di Tiges. Alla conferenza di Cartagine del 411, che vide riuniti assieme i vescovi cattolici e donatisti dell'Africa romana, prese parte il cattolico Gallo; in quell'occasione il vescovo donatista, di cui non si conosce il nome, non si presentò all'assemblea, ma inviò una lettera.
Secondo la lista dei vescovi della Bizacena convocati a Cartagine dal re vandalo Unerico nel 484, la sede di Tiges era in quel momento vacante.
Romolo sottoscrisse la lettera sinodale dei vescovi della Bizacena riuniti in concilio nel 646 per condannare il monotelismo e indirizzata all'imperatore Costante II.
Dal 1933 Tiges è annoverata tra le sedi vescovili titolari della Chiesa cattolica; dall'11 dicembre 1999 il vescovo titolare è Stanisław Gębicki, già vescovo ausiliare di Włocławek.

## Cronotassi

### Vescovi residenti
- Gallo † (menzionato nel 411)
- Romolo † (menzionato nel 646)

### Vescovi titolari
- Luis Valdesco Del Rosario, S.I. † (12 agosto 1966 - 22 settembre 1970 deceduto)
- Georg Moser † (12 ottobre 1970 - 12 marzo 1975 nominato vescovo di Rottenburg)
- Beato Eduardo Francisco Pironio † (20 settembre 1975 - 24 maggio 1976 nominato cardinale diacono dei Santi Cosma e Damiano)
- Eugeen Laridon † (11 giugno 1976 - 20 ottobre 1999 deceduto)
- Stanisław Gębicki, dall'11 dicembre 1999